# Festival Internacional de Cine de Cannes de 1993
El 46.º Festival de Cannes se desarrolló entre el 13 y el 24 de mayo de 1993. La Palma de Oro fue para Adiós a mi concubina de Chen Kaige y El Piano de Jane Campion. El Gran Premio del Jurado correspondió a ¡Tan lejos, tan cerca! de Wim Wenders y el Premio del Jurado a Lloviendo piedras de Ken Loach y El maestro de marionetas de Hou Hsiao-Hsien.
El festival se abrió con Ma saison préférée, dirigida por André Téchiné y se cerró con Toxic Affair, dirigida por Philomène Esposito. Jeanne Moreau ejerció de maestra de ceremonias.

## Jurado
Las siguientes personas fueron nombradas para formar parte del jurado de la competición principal en la edición de 1993:
- Louis Malle, presidente del jurado, de Francia.
- Claudia Cardinale, Italia.
- Inna Churikova, Rusia.
- Judy Davis, Australia.
- Abbas Kiarostami, Irán.
- Emir Kusturica, Yugoslavia.
- William Lubtchansky, Francia.
- Tom Luddy, Estados Unidos.
- Gary Oldman, Reino Unido.
- Augusto M. Seabra, Portugal.

### Caméra d'Or
Las siguientes personas fueron nombradas para formar parte del jurado de la Caméra d'Or de 1993:
- Micheline Presle (actriu) Presidente
- Anne De Gasperi (periodista) (Francia)
- Aruna Vasudev (administración)
- Attilio D'Onofrio (Italia)
- Gabriel Auer (director) (Francia)
- Lia Somogyi (administració) (Hungría)
- Rémy Pages (Francia)
- Tony Rayns

## Selección oficial

### En competición – películas
Las siguientes películas compitieron por la Palma d'Or:
- ¡Tan lejos, tan cerca! de Wim Wenders
- Adiós a mi concubina de Chen Kaige
- Body Snatchers de Abel Ferrara
- Broken Highway de Laurie McInnes
- Dyuba-Dyuba de Aleksandr Khvan
- El maestro de marionetas de Hou Hsiao-Hsien
- El Piano de Jane Campion
- El rey de la colina de Steven Soderbergh
- Fiorile de Vittorio and Paolo Taviani
- Frauds de Stephan Elliott
- Friends de Elaine Proctor
- La escolta de Ricky Tognazzi
- L'homme sur les quais de Raoul Peck
- Libera me de Alain Cavalier
- Lloviendo piedras de Ken Loach
- Louis, enfant roi de Roger Planchon
- Magnificat de Pupi Avati
- Mazeppa de Bartabas
- Mi estación preferida de André Téchiné
- Mucho ruido y pocas nueces de Kenneth Branagh
- Naked de Mike Leigh
- Recién nacido y ya coronado de Robert Young
- Un día de furia de Joel Schumacher

## Un certain regard
Las siguientes películas fueron seleccionadas para competir en Un Certain Regard:
- Anchoress de Chris Newby
- Avsporing de Unni Straume
- Bedevil de Tracey Moffatt
- Maldito Nick de Michael Steinberg
- Charlie and the Doctor de Ralph C. Parsons
- Soluciones desesperadas de Stewart Main, Peter Wells
- El acto en cuestión de Alejandro Agresti
- El pájaro de la felicidad de Pilar Miró
- Excursion to the Bridge of Friendship de Christina Andreef
- François Truffaut: Portraits volés de Serge Toubiana, Michel Pascal
- La gran calabaza de Francesca Archibugi
- Latcho Drom de Tony Gatlif
- Les demoiselles ont eu 25 ans de Agnès Varda
- El olor de la papaya verde de Tran Anh Hung
- O Fim do Mundo de João Mário Grilo
- Oktyabr de Abderrahmane Sissako
- Ohikkoshi de Shinji Sōmai
- Predchuvstviye de Valeriu Jereghi
- Remote Control de Óskar Jónasson
- Sonatine de Takeshi Kitano
- Stroke de Mark Sawers
- La música del azar de Philip Haas
- The Wrong Man de Jim McBride
- Wendemi, l'enfant du bon Dieu de S. Pierre Yameogo

## Películas fuera de competición
Las siguientes películas fueron seleccionadas para ser proyectadas fuera de competición:
- Cliffhanger de Renny Harlin
- La chica del gángster de John McNaughton
- Madadayo de Akira Kurosawa
- El niño de Macon de Peter Greenaway
- Toxic Affair de Philomène Esposito

## Cortometrajes en competición
- Ævintýri á okkar tímum de Inga Lísa Middleton
- Coffee and Cigarettes III de Jim Jarmusch
- De 4 jaargetijden de Maarten Koopman
- Le goût du fer de Rémi Bernard
- Lenny Minute 1: Lenny Meets the Giant Blue Sheila Doll de Glenn Standring
- Mama Said de Michael Costanza
- Me voy a escapar de Juan Carlos de Llaca
- Robokip de Rudolf Mestdagh
- The Singing Trophy de Grant Lahood
- Der Sortierer de Stephan Puchner

### Cortometrajes en competición
Los siguientes cortos compitieron para Palma de Oro al mejor cortometraje:
- Ævintýri á okkar tímum d'Inga Lísa Middleton
- Coffee and Cigarettes III de Jim Jarmusch
- De 4 jaargetijden de Maarten Koopman
- Le goût du fer de Rémi Bernard
- Lenny Minute 1: Lenny Meets the Giant Blue Sheila Doll de Glenn Standring
- Mama Said de Michael Costanza
- Me voy a escapar de Juan Carlos de Llaca
- Robokip de Rudolf Mestdagh
- The Singing Trophy de Grant Lahood
- Der Sortierer de Stephan Puchner

## Secciones paralelas

### Semana Internacional de la Crítica
Las siguientes películas fueron seleccionadas para ser proyectadas para la 32ª Semana de la Crítica (31e Semaine de la Critique):
Películas en competición
- Cronos de Guillermo del Toro ( México)
- Faut-il aimer Mathilde? de Edwin Baily ( Francia)
- Requiem pour un beau sans cœur de Robert Morin ( Canadá)
- Combination Platter de Tony Chan ( Estados Unidos)
- Don't Call Me Frankie de Thomas A. Fucci ( Estados Unidos)
- Abissinia de Francescosco Martinotti ( Italia)
- Les histoires d'amour finissent mal… en général de Anne Fontaine ( Francia)

Cortometrajes en competición
- The Debt de Bruno de Almeida ( Estados Unidos)
- Take My Breath Away de Andrew Shea ( Estados Unidos)
- Passage à l'acte de Martin Arnold ( Austria)
- Sotto le unghie de Stefano Sollima ( Italia)
- Falstaff on the Moon de Robinson Savary ( Francia)
- Springing Lenin de Andréi Nekrasov ( Reino Unido)
- Schwarzfahrer de Pepe Danquart ( Alemania)

### Quincena de Realizadores
Las siguientes películas fueron exhibidas en la Quincena de Realizadores de 1993 (Quinzaine des Réalizateurs):
- Vaterland de Evgueni Lounguine
- È pericoloso sporgersi de Nicolae Caranfil
- Fausto de Rémy Duchemin
- Grand bonheur de Hervé Le Roux
- Gyekgyilkossagok de Ildiko Szabo
- I Love a Man in Uniform de David Wellington
- Je m'appelle Victor de Guy Jacques
- La ardilla roja de Julio Medem
- La Place d'un autre de René Féret
- Lan Fengzeng de Tian Zhuangzhuang
- Le Mari de Léon de Jean-Pierre Mocky
- Lolo de Francisco Athié
- Menace II Society de Albert Hughes, Allen Hughes
- Mi vida loca de Allison Anders
- Moi Ivan, Toi Abraham de Yolande Zauberman
- Padma Nadir Majhi de Goutam Ghose
- Pilkkuja ja pikkuhousuja de Matti Ijäs
- Ruby in Paradise de Victor Nuñez
- Sombras en una batalla de Mario Camus
- Café irlandés de Stephen Frears
- Vale Abraão de Manoel De Oliveira

Cortometrajes
- Comment font les gens de Pascale Bailly
- L'Exposé de Ismaël Ferroukhi
- José Jeannette de Bruno Nicolini
- Le Regard de l'autre de Bruno Rolland
- Qui est-ce qui a éteint la lumière? de Xavier Auradon
- Reste de Marie Vermillard
- Rives de Erick Zonca
- La Vis de Didier Flamand

## Palmarés

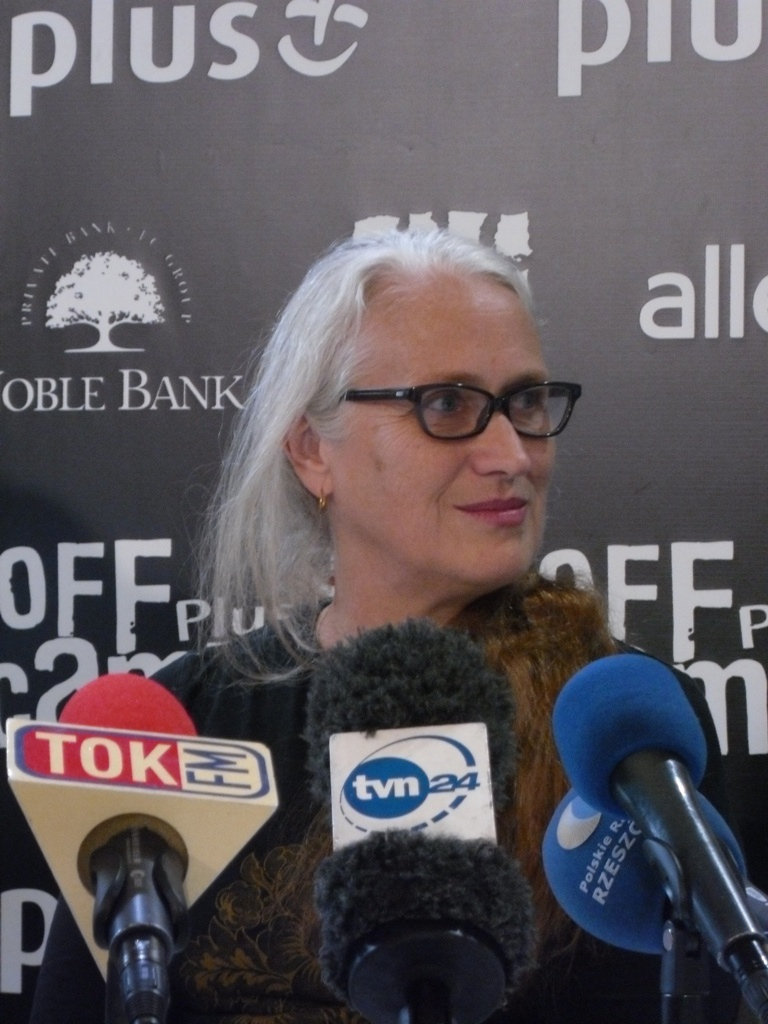
Jane Campion, ganadora de la Palma de Oro.

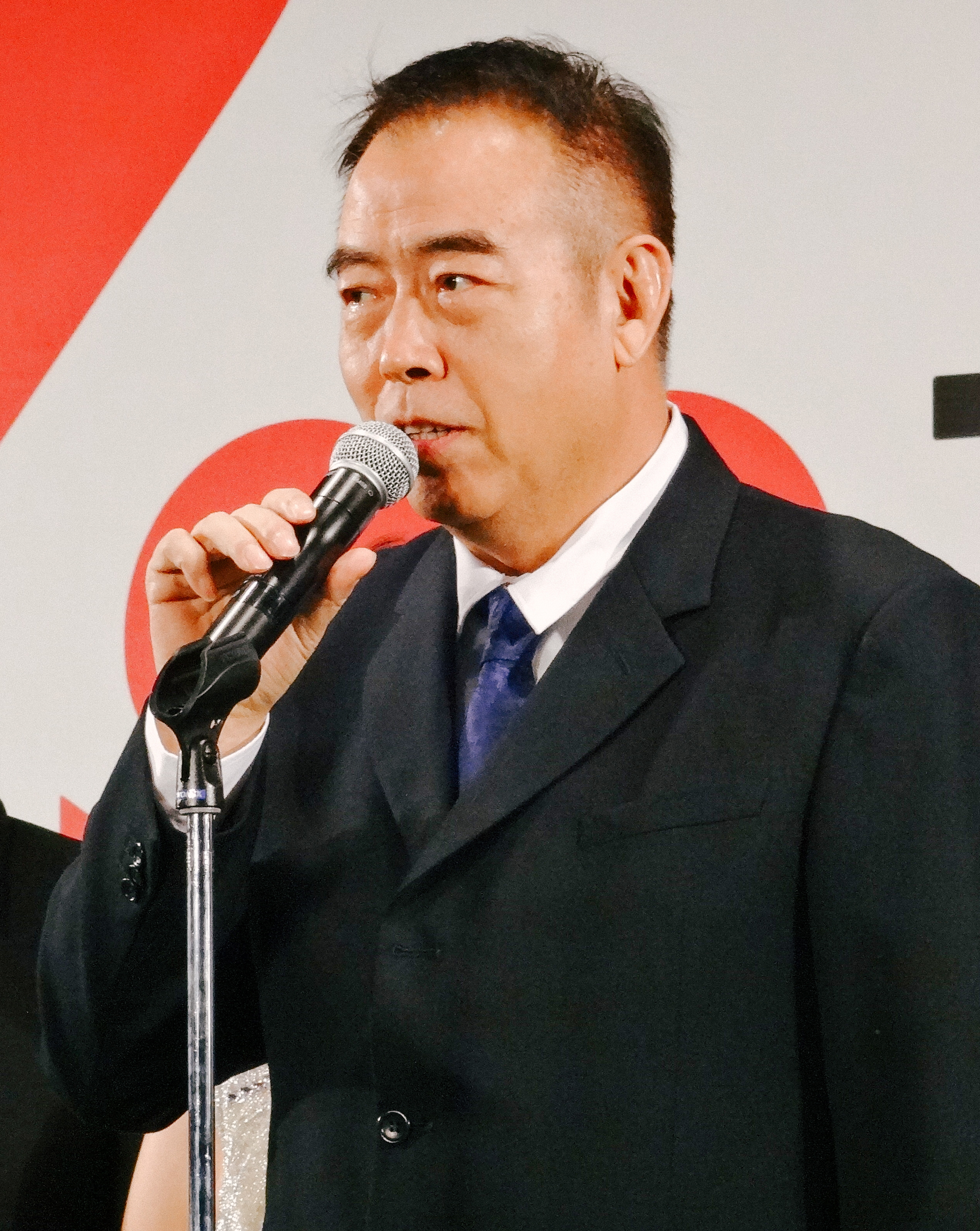
Chen Kaige, ganador de la Palma de Oro.

Los galardonados en les secciones oficiales de 1993 fueron:
- Palma de Oro: 
  - Adiós a mi concubina de Chen Kaige
  - El Piano de Jane Campion
- Gran Premio del Jurado: ¡Tan lejos, tan cerca! de Wim Wenders
- Premio del Jurado:
  - Lloviendo piedras de Ken Loach
  - El maestro de marionetas de Hou Hsiao-Hsien
- Mejor Actor: David Thewlis por Naked
- Mejor Actriz: Holly Hunter por El Piano
- Mejor Director: Mike Leigh por Naked
- Palma de Oro al mejor cortometraje Coffee and Cigarettes de Jim Jarmusch
- Gran Premio Técnico: Mazeppa de Jean Gargonne, Vincent Arnardi
- Gran Premio técnico - Mención especial: The Singing Trophy de Grant Lahood.
- Cámara de Oro: El olor de la papaya verde de Tran Anh Hung
- Cámara de Oro - Mención especial: Friends de Elaine Proctor
- Premio Un certain regard: Latcho Drom de Tony Gatlif
- Premio Mercedes-Benz: La invención de Cronos de Guillermo del Toro
- Premio Canal+: The Debt de Bruno de Almeida
- Premio Kodak al Mejor Cortometraje: L'exposé de Ismaël Ferroukhi

### Premios independientes
Premios FIPRESCI
- Premio FIPRESCI: 
  - Adiós a mi concubina de Chen Kaige
  - Gyerekgyilkosságok de Ildikó Szabó

Commission Supérieure Technique
- Gran Premio Técnico: Jean Gargonne, Vincent Arnardi (por los éxitos técnicos en imagen y sonido) en Mazeppa
- Mención especial: Grant Lahood (por los éxitos técnicos en imagen y sonido) en The Singing Trophy[15]

Jurado Ecuménico
- Premio del Jurado Ecuménico: Libera me de Alain Cavalier
- Premio del Jurado Ecuménico - Mención especial: La gran calabaza de Francesca Archibugi
- Premio de la juventud:
  - Película extranjera: La ardilla roja de Julio Medem
  - Película francesa: 
    - Moi Ivan, toi Abraham de Yolande Zauberman
    - El olor de la papaya verde de Tran Anh Hung